# FBC: Firebreak
FBC: Firebreak ist ein kooperativer First-Person-Shooter des finnischen Entwicklerstudios Remedy Entertainment. Es ist sowohl das erste Multiplayer-Spiel von Remedy als auch ihr erstes selbst veröffentlichtes Spiel. FBC: Firebreak erschien am 17. Juni 2025 für PC, Xbox Series X/S und PlayStation 5.
Das Spiel ist ein Spin-off von Control und im „Remedy Connected Universe“ angesiedelt.

## Gameplay
FBC: Firebreak spielt sechs Jahre nach Control. Das Älteste Haus, das Hauptquartier des Federal Bureau of Control (FBC), steht weiterhin unter Quarantäne und wird vom Zischen und gefährlichen paranatürlichen Artefakten bedroht. Eine Spezialeinheit namens Firebreak stellt sich den paranormalen Krisen.
Das Spiel ist ein kooperativer PvE-Shooter in dem Spieler in Dreierteams zusammenarbeiten, um bei Missionen („Jobs“) an verschiedenen Orten im Ältesten Haus Bedrohungen zu bekämpfen und Aufgaben zu erledigen. Es gibt drei Modifikatoren, die erlauben die Schwierigkeit der Missionen anzupassen: Clearance Level (Freigabestufe) beeinflusst die Länge und Komplexität der Mission, Threat Level (Bedrohungsstufe) die Schwierigkeit der Kämpfe und Corruption Level (Korruptionsgrad) die Anwesenheit von paranatürlichen Objekten, die das Spielgeschehen verändern.
Spieler können ein eigenes Loadout zusammenstellen und dabei eins von drei Krisenkits und dazu eine Waffe, Granaten und Perks (Vorteile) frei wählen. Ein Krisenkit besteht jeweils aus einem Werkzeug, das eine spezielle Aufgabe erfüllt, einem improvisierten Gerät, das errichtet werden kann, um Gegner zu bekämpfen, und einem Altered Augment, einem Objekt der Macht, dass die Funktionalität des Werkzeugs erweitert.

## Entwicklung
Das Spiel wurde am 29. Juni 2021 in einer Pressemeldung erstmals unter dem Codenamen „Condor“ der Öffentlichkeit präsentiert. Das Spiel sollte in Zusammenarbeit mit 505 Games, dem Publisher von Control, mit einem Budget von 25 Mio. € entwickelt veröffentlicht  werden. Am 28. Februar 2024 gab Remedy bekannt, die Rechte am Control-Franchise für 17 Mio. € von 505 Games erworben zu haben und zukünftig selbst als Publisher zu agieren. Am 17. Oktober 2024 wurde FBC: Firebreak bei der Xbox Partner Preview für 2025 angekündigt.
Remedy betonte, dass FBC: Firebreak kein Game as a service sei und ohne FOMO-Elemente funktioniere. Es gibt keine Battle-Passes oder tägliche Missionen. Zum Start wird es fünf Missionstypen geben. Inhalts-Updates, wie etwa neue Jobs, sollen schon 2025 erscheinen und für alle Spieler kostenlos sein.

## Rezeption
Das Spiel erhielt laut dem Wertungsaggregator Metacritic eher mittelmäßige oder gemischte Wertungen. Laut IGN sehe FBC: Firebreak zwar gut aus, bleibe aber aufgrund fehlender Tiefe nicht langfristig interessant. Das deutschsprachige PC-Spielemagazin GameStar lobt das Level-Design, kritisierte aber repetitives Gameplay.

„Atmosphärischer Koop-Shooter, der seinen launigen Gefechten mit nicht zu Ende gedachtem Spieldesign und geringer Abwechslung ein Bein stellt“

ComputerBase konnte keine technischen Mängel feststellen, die Grafik bleibe aber hinter den Erwartungen an Entwickler Remedy zurück und die Raytracing-Unterstützung koste viel Leistung bei wenig optischem Nutzen.